# Лигатура (типографика)

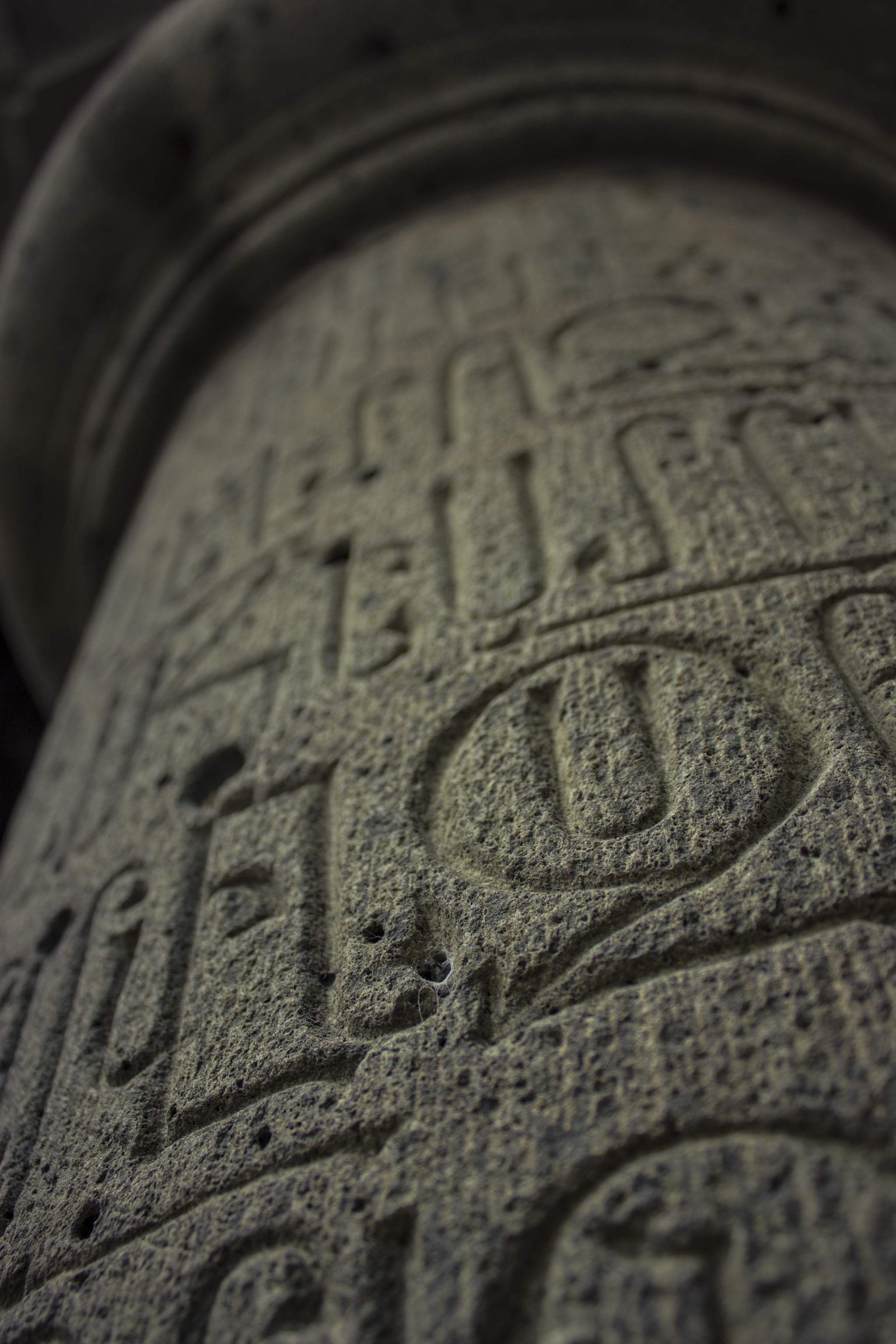
Армянский текст с лигатурами, монастырь Санаин, X—XIII века

Лигату́ра (от лат. ligatura — «перевязка; повязанный амулет; связка, пучок; хватка, обхват») — знак любой системы письма или фонетической транскрипции, образованный путём соединения двух и более графем, например: дат. , исл. , норв. æ; осет. ӕ; нем. ß.
По неслившимся частям (иногда изменяющим свою форму) обычно можно видеть, какие буквы входят в состав лигатуры. В некоторых системах письма лигатуры многих буквенных сочетаний вошли во всеобщее употребление, являясь как бы сложными буквенными знаками для изображения определённых звуковых комплексов.

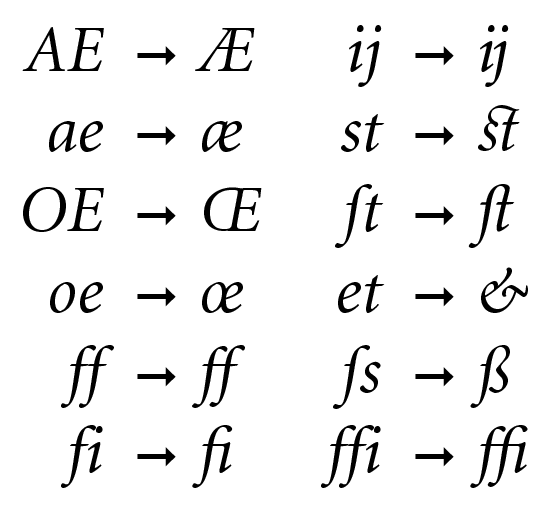
Некоторые лигатуры в латинице

Лигатуры широко использовались в Средние века как способ ускорения письма и экономии места. Лигатуры появились в ручном наборе сразу же с его изобретением, когда немецкий первопечатник Иоганн Гутенберг для достижения ровности строки и сходства её с рукописной использовал в своей 42-строчной Библии лигатуры и различные вариации одних и тех же знаков (например, 3 варианта буквы «а»: узкая, обычная и широкая). Позже лигатуры использовались при книгопечатании, например для воспроизведения подряд идущих латинских знаков f и i с апрошами такими же, как и между другими буквами, использовался знак ﬁ, так как использование обычных литер было бы невозможно (из-за столкновения точек и нахлёста букв). Этот метод использовался довольно долго в ручном наборе, но практически исчез при появлении линотипа и монотипа, так как в их матрицах не хватало мест для лигатур. По тем же причинам лигатуры отсутствовали в первых цифровых шрифтах, из-за ограничения числа глифов (256), и если подставлялись в набор, то либо вручную, либо аппаратно в программе вёрстки. Активно стали использоваться с появлением шрифтов формата OpenType, где число возможных глифов расширилось до 65 тысяч, а разного рода замены могут прописываться на каком-либо языке программирования.
В то же время лигатуры нередко применялись для украшения и орнаментализации текстов, например, в вязи.
В древнерусской скорописи XV—XVIII веков были распространены взмёты: лигатуры надстрочной выносной буквы с соседней буквой (чаще всего строчной).

Стилистические лигатуры и лигатуры-буквы

В наше время многие лигатуры можно встретить только в исторических источниках (например, в аутентичном переиздании «Слова о полку Игореве») или в тех языках, где они фактически приобрели статус самостоятельных букв (французском, норвежском, нидерландском, армянском и многих других).
В арабском письме используют лигатуру Лям-алиф.
К типам письма с многочисленными лигатурами относятся индийское письмо деванагари и угловатая (хорватская) глаголица.
В китайском языке в качестве лигатур используются словосочетания, объединённые в один иероглиф.
Некоторые лигатуры фактически превратились в логограммы, например, амперсанд (&, из лат. et), используемый во многих европейских языках в значении союза «и» вне зависимости от реального произношения слова.
Если лигатура используется долгое время, её эволюция продолжается. В частности, возможен переход лигатуры в специальный символ. К таким знакам относится символ «@», предположительно образованный из английского предлога «at».

## Примеры лигатур

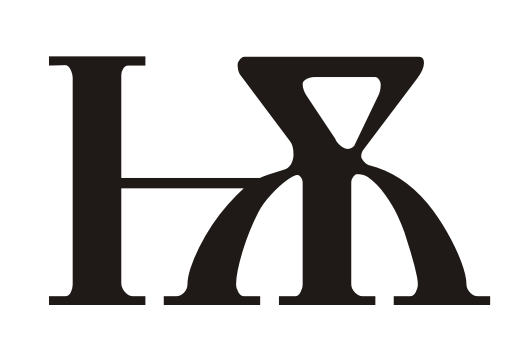
Старославянский йотированный «большой юс» (Ѭ) — лигатура І и Ѫ (кириллица).
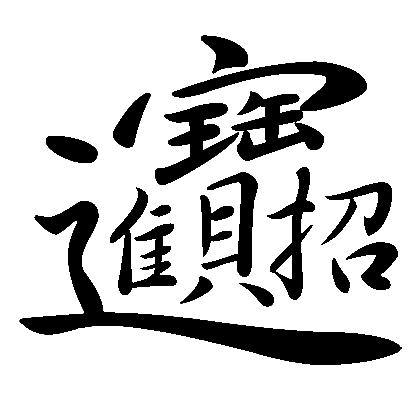
Китайская лигатура, надпись «招財進寶».
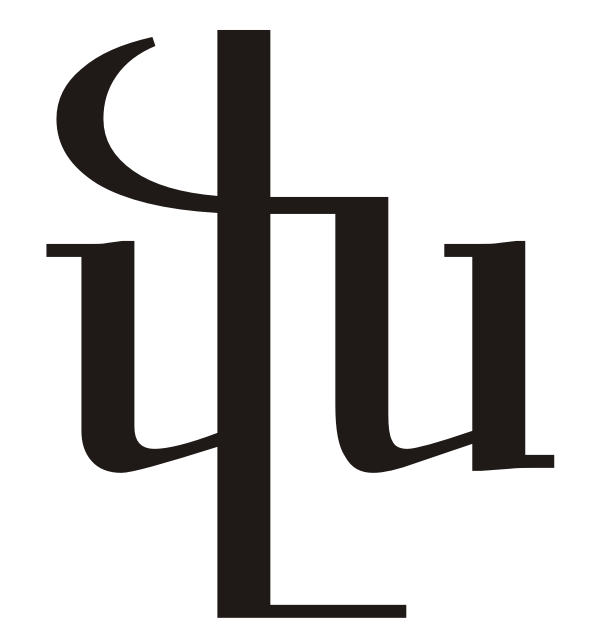
Армянская лигатура վ и ն — ﬖ.
Деванагари — лигатура «ddhrya» (द्ध्र्य).
Сирийское письмо — лигатура «тав-алаф» (ܬܐ).
Арабская лигатура «лям-алиф» (لا).
Средневековая греческая лигатура «мю-омега».
Лигатура «et» (🙰).
Исторический символ рубля — лигатура, состоящая из букв «рцы» и «ук» русской скорописи[3].

## Лигатуры в Open Type и CSS
Формат шрифтов Open Type позволяет не только хранить в файле шрифта различные лигатуры и варианты букв, но и последовательности символов на лигатуры при выводе текста по хранящимся в файле шрифта правилам. С помощью свойств CSS3 можно принудительно включать автоматическую подстановку лигатур для шрифтов, поддерживающих данное свойство Open Type, используя свойство font-variant-ligatures либо font-feature-settings:"liga"
Текст без лигатур: The final fluffing hotfix ftorum. 
Текст с лигатурами: The final fluffing hotfix ftorum. 